# Греков, Дмитрий Евдокимович
Дмитрий Евдокимович Греков (1748—1820) — генерал-майор русской императорской армии из казачьего старшинского рода Грековых. Отец генерал-майора Тимофея Грекова.

## Биография
Родился в 1748 году, «из подполковничьих Войска Донского детей». Отец — полковник Евдоким Тимофеевич Греков. Брат Алексея Евдокимовича и Степана Евдокимовича.
На действительную службу поступил 13-летним казаком. Боевое крещение получил на Северном Кавказе, исполняя службу с 1764 по 1766 годы в крепости Кизляр. На границе участвовал в стычках с горцами. Здесь же был назначен полковым есаулом.
Участник русско-турецкой войны 1769—1774 годов. В должности есаула Донских казачьих полков отличился под Аккерманской крепостью — за этот бой был по указу императрицы Екатерины II был награждён именной золотой медалью. В этой же войне заслужил чин донского полковника (в январе 1771 года). Затем воевал против Крымского ханства. Участник взятия Перекопа и Феодосии.
В 1783—1786 годах полковник Дмитрий Греков участвовал в походах на Кубань, где воевал с отрядами Ногайской орды и черкесами. В 1786 году попал в плен к горцам, в котором пробыл десять месяцев и был выкуплен за собственные деньги.
В ходе русско-турецкой войны 1787—1791 годов Греков воевал в Северном Причерноморье, в Крыму и на Кавказе. Отличился в штурме Очаковской крепости. Был награждён Золотым крестом «За Очаков», который носился на Георгиевской ленте.
Во время Польской кампании 1794 года Греков находился в составе суворовских войск, действовавших против польских конфедератов. В этом же году был производён в армейские полковники.
7 сентября 1798 года Дмитрий Евдокимович Греков стал генерал-майором. Генеральский чин он получил за прошлые заслуги и за командование казачьими полками в мирное время.
В 1798 году был назначен начальником Дербентского калмыцкого улуса — отвечал за спокойствие среди кочевников и своевременность выставления определённого числа конных воинов в поход.
В 1800 году Греков уволился в отставку — в это время по повелению императора Павла I опале подверглась немалая часть донского генералитета.
Наполеоновское нашествие застало казачьего генерала на Дону, где Греков исполнял должность начальника Усть-Медведицкого округа. Он явился одним из главных организаторов Всеобщего Донского ополчения. 64-летний Греков прибыл в Тарутинский лагерь, где собиралась с силами Главная действующая армия генерал-фельдмаршала М. И. Голенищева-Кутузова и привёл с собой казачью бригаду, состоявшую из трёх Донских ополченческих полков. Они были сформированы на Верхнем Дону. Он принял участие в Тарутинском сражении.
В ходе преследования отступавших французов генерал-майору Грекову был вверен в командование отдельный отряд иррегулярной конницы, состоявший из пяти Донских казачьих полков. Чаще всего он действовал в составе летучего корпуса атамана М. И. Платова, преследовавшего отступавшего неприятеля по Старой Смоленской дороге. Со своим донцами Дмитрий Евдокимович отличился в боях у Колоцкого монастыря, при Соловьёвой переправе, Духовщине, Смоленске, Красном и на берегах Березины.
Генерал-майору Грекову довелось участвовать также и в Заграничном походе Русской армии 1813 года. После этого он по возрасту оставил армейские ряды и возвратился на Дон, где и умер в 1820 году.

## Награды
- Награждён орденом Св. Георгия 4-й степени (№ 942 (516); 26 ноября 1792).
- Также награждён Золотым крестом «За взятие Очакова» и именной золотой медалью.